# Borsfa
Borsfa is een plaats (község) en gemeente in het Hongaarse comitaat Zala. Borsfa telt 768 inwoners (2001).